# روبن ساتكليف
روبن ساتكليف (10 يوليو 1980 في المملكة المتحدة - )  (بالإنجليزية: Robin Sutcliffe)‏ هو لاعب كريكت بريطاني. لعب مع نادي مقاطعة نورثامبتونشير للكريكت ‏.